# Melinda Nadj Abonji
Melinda Nadj Abonji (hu. Melinda Nagy Abonyi, sr. Мелинда Нађ Абоњи, Melinda Nađ Abonji, ur. 22 czerwca 1968 w Bečeju) – węgiersko–szwajcarska pisarka i artystka muzyczna. W 2010 r. została wyróżniona nagrodami Deutscher Buchpreis oraz Schweizer Buchpreis za powieść Gołębie wzlatują.

## Biografia
Melinda Nadj Abonji urodziła się w miejscowości Bečej, w Jugosławii. Jej rodzina należała do węgierskiej mniejszości. W 1973 r., w wieku pięciu lat przeprowadziła się wraz z rodzicami do niemieckojęzycznej Szwajcarii. Języka niemieckiego nauczyła się szybciej od swoich rodziców, więc często była dla nich tłumaczką. W 1997 r. ukończyła germanistykę oraz historię na Uniwersytecie w Zurychu z tytułem licencjata. Obecnie mieszka w Zurychu. Jako autorka tekstów literackich w 2004 r. wzięła udział w konkursie o nagrodę literacką Ingeborg-Bachmann-Wettbewerb w austriackim Klagenfurcie.
W 2010 roku opublikowana została jej powieść Tauben fliegen auf (Gołębie wzlatują) zawierająca elementy autobiograficzne. Autorka opowiada w niej historię rodziny Kocsis, która jest częścią węgierskiej mniejszości zamieszkującej serbską prowincję Wojwodinę i postanawia emigrować do Szwajcarii. W 2010 r. książka ta została nagrodzona Deutscher Buchpreis. Za tę samą powieść otrzymała również nagrodę Schweizer Buchpreis.